# Ludwig Wolff (nauczyciel)
Ludwig Wolff senior, także Ludwik Wolff (ur. 3 lutego 1859 w Sypniu, zm. 20 sierpnia 1923 w Skibie k. Kłodzka) – pedagog, wydawca, publicysta i działacz społeczny, poseł Niemieckiego Stronnictwa Ludowego na Sejm Ustawodawczy (1919).

## Życiorys
Wolff pochodził z rodziny chłopskiej. Odbył kursy uniwersyteckie w Jenie, Bazylei i Zurychu oraz ukończył seminarium nauczycielskie w Warszawie. Następnie pracował jako nauczyciel w szkołach w Kaliszu, Turku, Pabianicach i Żyrardowie. Od 1919 pracował jako dyrektor seminarium nauczycielskiego w Łodzi oraz był zaangażowany w rozwój niemieckich towarzystw śpiewaczych w Łodzi. W latach 1912–1913 był wydawcą i redaktorem miesięcznika „Geistiges Leben” wraz z Adolfem Eichlerem. Podczas I wojny światowej przebywał na wygnaniu w Mirgorodzie. Jesienią 1918 zamieszkał w Pabianicach i został dyrektorem niemieckojęzycznego seminarium nauczycielskiego w Łodzi. W 1919 został posłem Sejmu Ustawodawczego z ramienia Niemieckiego Stronnictwa Ludowego. Zrezygnował po kilku miesiącach z mandatu ze względu na zły stan zdrowia, na rzecz Oskara Friese. W latach 1920–1922 był redaktorem ewangelickiego tygodnika „Volksfreund”. Bezskutecznie kandydował w wyborach do Senatu Rzeczypospolitej Polskiej I kadencji z listy Bloku Mniejszości Narodowych w województwie łódzkim. Ze względu na pogarszający się stan zdrowia wyjechał do Niemiec na kurację leczniczą.
Wolff był ojcem Ludwiga Wolffa, dowódcy SS.
Został pochowany na cmentarzu ewangelickim w Pabianicach.